# Лукомский, Борис Семёнович
Борис Семёнович Лукомский (Boris Lukomsky; род. 6 июня 1951, Саратов, СССР) — советский фехтовальщик и тренер, мастер спорта СССР международного класса, бронзовый призёр Олимпийских игр 1980 года по фехтованию на шпагах. В настоящее время живёт и работает в США.

## Спортивная биография[3]
Фехтованием начал заниматься в 1965 году в ДСШ Дворца пионеров в Ленинграде, тренер В. А. Ремизов.
Выступал за «Труд» и «Буревестник», с 1977 — за СКА (Ленинград).
В сборной команде СССР с 1973 года по 1980 год.
Участник XXI (1976 года) и XXII (1980 года) Олимпийских игр.
Спортивные достижения
- 1975 — по результатам выступления признан ФИЕ лучшим шпажистом мира и награждён «Кубком мира»
- 1976 — чемпион СССР
- 1981 — бронзовый призёр Чемпионата СССР
- 1975 — призёр Кубка СССР
- 1980 — бронзовый призёр XXII Олимпийских игр в командном первенстве
- 1975 — серебряный призёр чемпионата мира
- 1974 — бронзовый призёр чемпионата мира в личных соревнованиях
- 1979 — чемпион мира
- 1978 — серебряный призёр чемпионата мира
- 1973, 1977 — бронзовый призёр чемпионата мира в командных соревнованиях
- 1970 — чемпион мира среди юниоров
- 1969 — победитель первенства СССР среди юниоров

Победитель международных соревнований
- 1976 и 1978 — «Таллинский меч» (СССР)
- 1975 — «Марио Спреафико» (Италия)
- 1979 — «Шарль Мартель» (Франция)

Призёр «Кубка Мартини» и других международных соревнований.
Неоднократный обладатель Кубка, чемпион и призёр первенств Ленинграда.

## Образование
Получил высшее техническое образование в Ленинграде. Окончил ЛИТМО, Инженерно-физический факультет, в 1977 году, по специальности «Оптические приборы и спектроскопия».
Офицер Советской армии.

## Работа в настоящее время
В настоящее время живёт и работает в США, в Чикаго. Тренер спортивного клуба Metro Chicago Fencing Center.